# Кальмия клиновидная
Кальмия клиновидная, или Калмия клиновидная (лат. Kalmia cuneata) — листопадный кустарник, вид рода Кальмия (Kalmia) семейства Вересковые (Ericaceae).
Некоторые источники не выделяют данный вид и считают его синонимом вида Chamaedaphne cuneata (Michx.) Kuntze.

## Ботаническое описание
Кустарник до 1,5—2 м высотой. В отличие от других видов этого рода, Kalmia cuneata — листопадное, а не вечнозелёное растение (это является главной характерной чертой вида). Листья очерёдные, ланцетовидные, до 6 см в длину и до 3 см в ширину, зелёного цвета, к осени приобретают красную окраску.
Соцветие — боковое, кисть или гроздь, содержит до 10 цветков. Пять лепестков срастаются с образованием открытого дольчатого венчика белого цвета, красного в центре. В центре располагается 10 тычинок.
Плод — небольшая коробочка.
Этот вид легко отличить от кальмии каролинской (Kalmia carolina), которая является вечнозелёным растением, имеет розовые цветки и супротивные листья. Также на территории ареала Kalmia cuneata произрастает Кальмия широколистная (Kalmia latifolia), которая, в отличие от данного вида, является вечнозелёным растением и имеет соцветия на концах побегов.

## Распространение
Эндемик Северной и Южной Каролины. Предпочитает кислые почвы. Соседями Kalmia cuneata могут быть многие кустарники, такие как рододендрон войлочный (Rhododendron viscosum), Lyonia lucida, лиония бирючиновая (Lyonia ligustrina), голубика высокорослая (Vaccinium corymbosum), зеновия (Zenobia pulverulenta), Leucothoe racemosa, оксидендрум (Oxydendrum arboreum), гейлюссакия курчавая (Gaylussacia frondosa), клетра ольхолистная (Clethra alnifolia), падуб гладкий (Ilex glabra), Ilex coriacea, арония красная (Aronia arbutifolia), фортегилла Гардена (Fothergilla gardenii). В его местообитании растут деревья, однако они небольшие и не создают плотного полога. Достичь больших размеров им мешают лесные пожары, удерживающие рост деревьев и не дающие им подавлять рост трав и кустарников.
Известно 7 мест произрастания этого вида в Северной Каролине и одно — в Южной. В настоящее время ареал вида в целом схож с историческим, однако занимает меньшую площадь.

## Охранный статус
Главную угрозу для вида представляет тушение лесных пожаров, что разрушает природный режим пожаров. Другой угрозой для его местообитания является переход земли для сельского хозяйства, в том числе лесоводства, и использование её для других целей, например, для жилья.